# Статуя Скотта

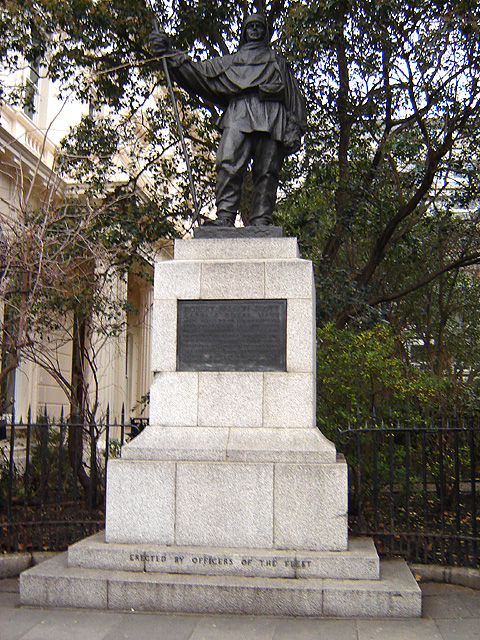
Статуя Скотта в Лондоне

Статуя Скотта — памятник Роберту Фолкону Скотту работы его вдовы Кетлин Скотт.
Британский исследователь Антарктиды Роберт Скотт погиб при возвращении с Южного полюса в конце марта 1912 года. В память о муже его вдовой была создана бронзовая статуя, которая в 1915 году была установлена в Лондоне на Ватерлоо-Плейс, а в 1917 году её мраморная реплика установлена в центре города Крайстчерч и является одним из исторических мест Новой Зеландии. В феврале 2011 года во время землетрясения последняя была повреждена, но в октябре 2017 года восстановлена.

## Предыстория

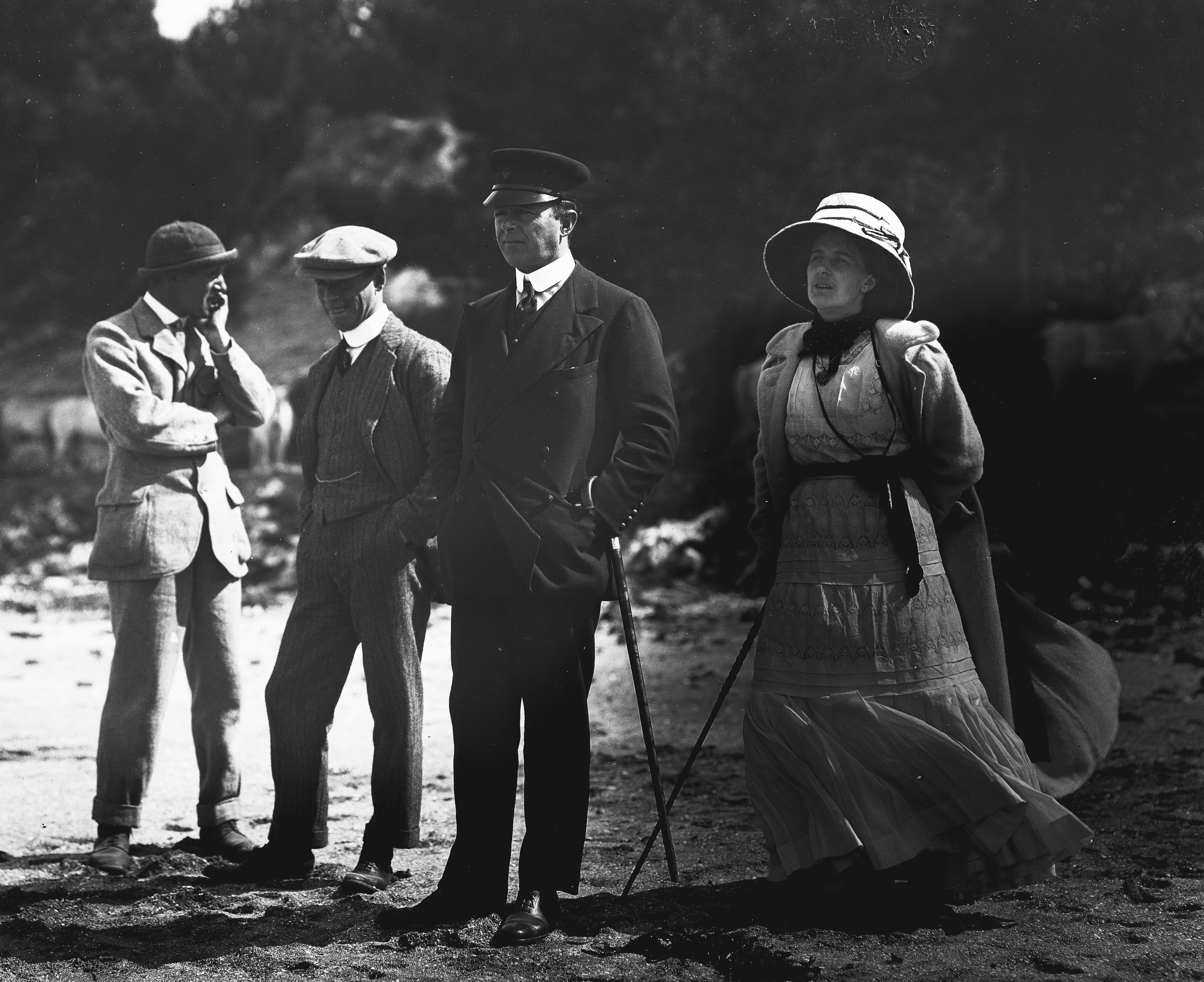
Роберт Скотт с женой Кетлин на острове Куэйл в Литтелтонской бухте (1910)

В 1901—1904 и 1910—1913 годах Роберт Скотт возглавлял британские Антарктические экспедиции, основной целью которых, среди прочих, являлось покорение Южного полюса планеты. Во время первой экспедиции 30 декабря 1902 года ему удалось достигнуть 82°17' ю. ш. 9 января 1909 года его соратнику по первому походу Эрнесту Шеклтону в ходе экспедиции на «Нимроде» удалось достичь 88-й параллели, а 17 января 1912 года Скотт с четырьмя товарищами, наконец, достиг самой южной точки планеты, но оказался на ней не первым — на 33 дня раньше него полюса достигла норвежская команда Руаля Амундсена. Скотт погиб во время возвращения на экспедиционную базу, а известие о смерти участников его полюсной партии, полученное только в начале февраля 1913 года, сделало их героями Британской империи. Спустя считанные дни после получения печального известия был начат сбор средств в помощь семьям погибших полярников, не последнюю очередь в котором сыграло участие короля Великобритании Георга V в поминальной службе в соборе Святого Павла. За короткий срок было собрано более 80 000 £, что позволило улучшить не только финансовое положение родственников погибших, но и увековечить их память средствами монументального искусства. Памятники Скотту были установлены в Англии: в Лондоне и Портсмуте, а также в Кейптауне, Крайстчёрче и Порт-Чалмерсе. В 1925 году в Девонпорте, на родине капитана, был воздвигнут национальный монумент авторства Альберта Ходжа.

## История памятника

### Памятник в Лондоне
Статуя Скотта в Лондоне была заказана вдове путешественника Кетлин Скотт, — ученице Родена, офицерами Королевского флота. Друг Скотта, адмирал Джордж Эгертон, назначенный в 1911 году вторым морским лордом, провёл кампанию по сбору пожертвований среди своих подчинённых и собрал 1000 £. Комитет по созданию особого, флотского мемориала обратился к Уинстону Черчиллю с просьбой выделить место в Лондоне, особо отметив, что в столице на тот момент было всего два известных мемориала, посвящённых морякам: Колонна Нельсона и статуя Джона Франклина. Вопрос о месте решило Лесное управление (англ. Office of Woods), предложив установить памятник на Ватерлоо-Плейс напротив статуи Джона Франклина.
Секретарь Управления недвижимостью (англ. Office of Works) Лайонель Эрл, через которого решался вопрос о возведении монумента, возражал против привлечения к работе Кетлин Скотт, называя её «лишённой всякого художественного вкуса», однако Эгертон не стал прислушиваться к мнению Эрла. Подвергался критике и замысел Кетлин Скотт изобразить мужа в походном снаряжении: адмирал Бьюмонт считал, что в выбранном месте неуместно изображение героя в рабочей одежде, статуе следовало придать более торжественный вид. Однако художница отказалась что-либо менять, и статуя была выполнена ей в задуманном виде.
Открытие памятника состоялось 15 ноября 1915 года. Возглавлял торжественную церемонию первый лорд Адмиралтейства Артур Бальфур. Бронзовая табличка на постаменте содержала лишь одно имя — капитана Роберта Скотта. В 1923 году были добавлены имена и остальных участников трагического похода: Эдварда Уилсона, Генри Бауэрса, Лоуренса Отса и Эдгара Эванса. Также на табличке приведена цитата из последнего письма Скотта «Послание обществу»:

Если бы мы остались в живых, то какую бы я поведал повесть о твердости, выносливости и отваге своих товарищей, растревожившую бы сердце каждого англичанина! Мои неровные строки и наши мертвые тела должны поведать эту повесть.
Оригинальный текст (англ.)Had we lived I should have had a tale to tell of the hardihood, endurance and courage of my companions which would have stirred the heart of every Englishman. These rough notes and our dead bodies must tell the tale.

### Памятник в Крайстчерче

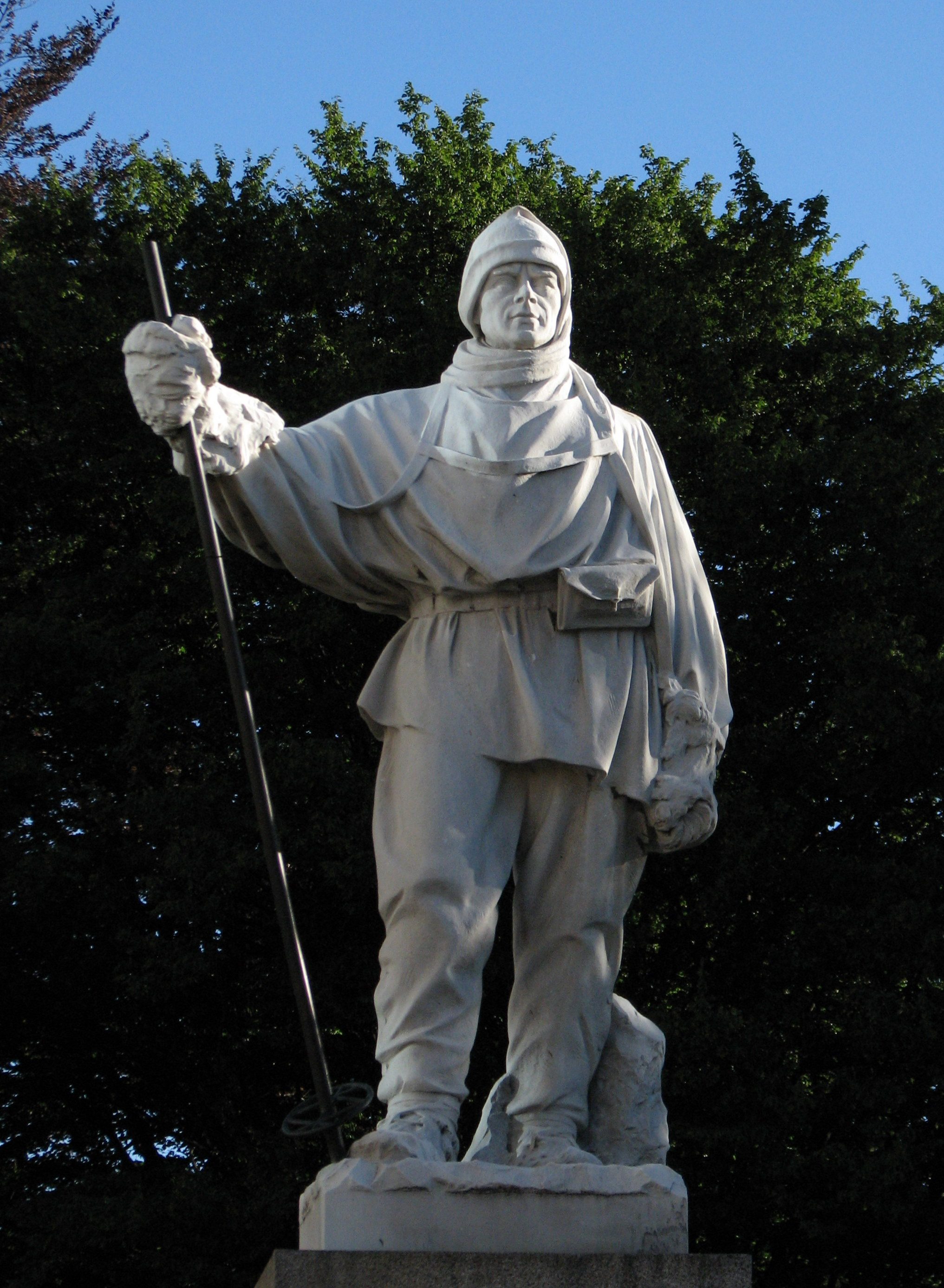
Реплика статуи Скотта в Крайстчерче

Новозеландские Крайстчерч и Литтеллтон неоднократно являлись портами захода Антарктических экспедиций, где, в том числе, осуществляли конечную подготовку к плаваниям экспедиционные суда Роберта Скотта и Э. Шеклтона.
В течение недели после известия о смерти Скотта мэр Крайстчерча Генри Холланд созвал общегородское собрание по поводу установки мемориала полярному исследователю. По его итогам был сформирован Комитет мемориального фонда Скотта, который привлёк более 1000 £ добровольных пожертвований. В декабре 1914 года Комитет решил, что мемориал будет представлять собой статую, а позже попросил Кетлин Скотт изготовить точную реплику её бронзовой работы, установленной на Ватерлоо-Плейс в Лондоне. Рост цен на металл, вызванный Первой мировой войной, определил выбор в качестве строительного материала более дешёвый мрамор. Для изготовления статуи Кетлин Скотт в марте 1916 года отправилась в итальянский город Каррара, поскольку на время войны Британия запретила импорт мрамора. Она начала работу с куском объёмом более 12 м³:

Вы будете рады слышать, что это удивительно изящный кусок мрамора, хорошего цвета, без изъянов и прочего. Учитывая большой размер, это настоящее везение.
Оригинальный текст (англ.)You will be glad to hear that it is a remarkably fine piece of marble, of a good colour and without any flaw whatever. Considering the great size this is very fortunate.

Статуя была закончена в начале апреля 1916 года, за исключением совсем незначительных деталей, — перчаток и области вокруг одной из ног, которые Кетлин Скотт предлагала завершить позже, если вдруг окажется в Крайстчерче, но этого так и не случилось. Кетлин также изготовила её основание и пьедестал. Отправка готовой работы в Новую Зеландию задержалась до октября из-за военных действий; в итоге, к месту установки памятник совершенно безвозмездно по частям доставили Shaw Savill & Albian Company и New Zealand Shipping Company. Монумент был установлен в Крайстчерче на пересечении Вустер-стрит и Оксфорд-террейс. Его торжественно открыл губернатор Новой Зеландии 9 февраля 1917 года. Памятник обращён лицом на север, на момент открытия в здании напротив располагались административные службы города. На постаменте была выгравирована надпись — цитата из последнего письма Скотта «Послание обществу»:

Я не жалею об этом путешествии, оно показало,
 что англичане могут переносить лишения,
 помогать друг другу и встречать смерть
с такой же величавой храбростью, как и в былое время.
Оригинальный текст (англ.)I do not regret this journey, which shows 
that Englishmen can endure hardships, 
help one another, and meet death with 
as great fortitude as ever in the past.

К 1922 году надпись стала нечитаемой, было предложено подчеркнуть её краской, но, в итоге, было решено установить дополнительную мемориальную надпись с таким же текстом перед декоративным ограждением монумента. Там же на другой памятной доске перечислены имена пяти погибших путешественников. После публикации в 1995 году биографии Кетлин Скотт было решено увековечить и её память. Была добавлена табличка с текстом:

Эта статуя была создана Кетлин Скотт (1878—1947), вдовой капитана Скотта. Открыта в 1917 году.
Оригинальный текст (англ.)This statue was sculpted by Kathleen Scott FRSBS (1878–1947) Widow of Captain Scott, and was unveiled in 1917.

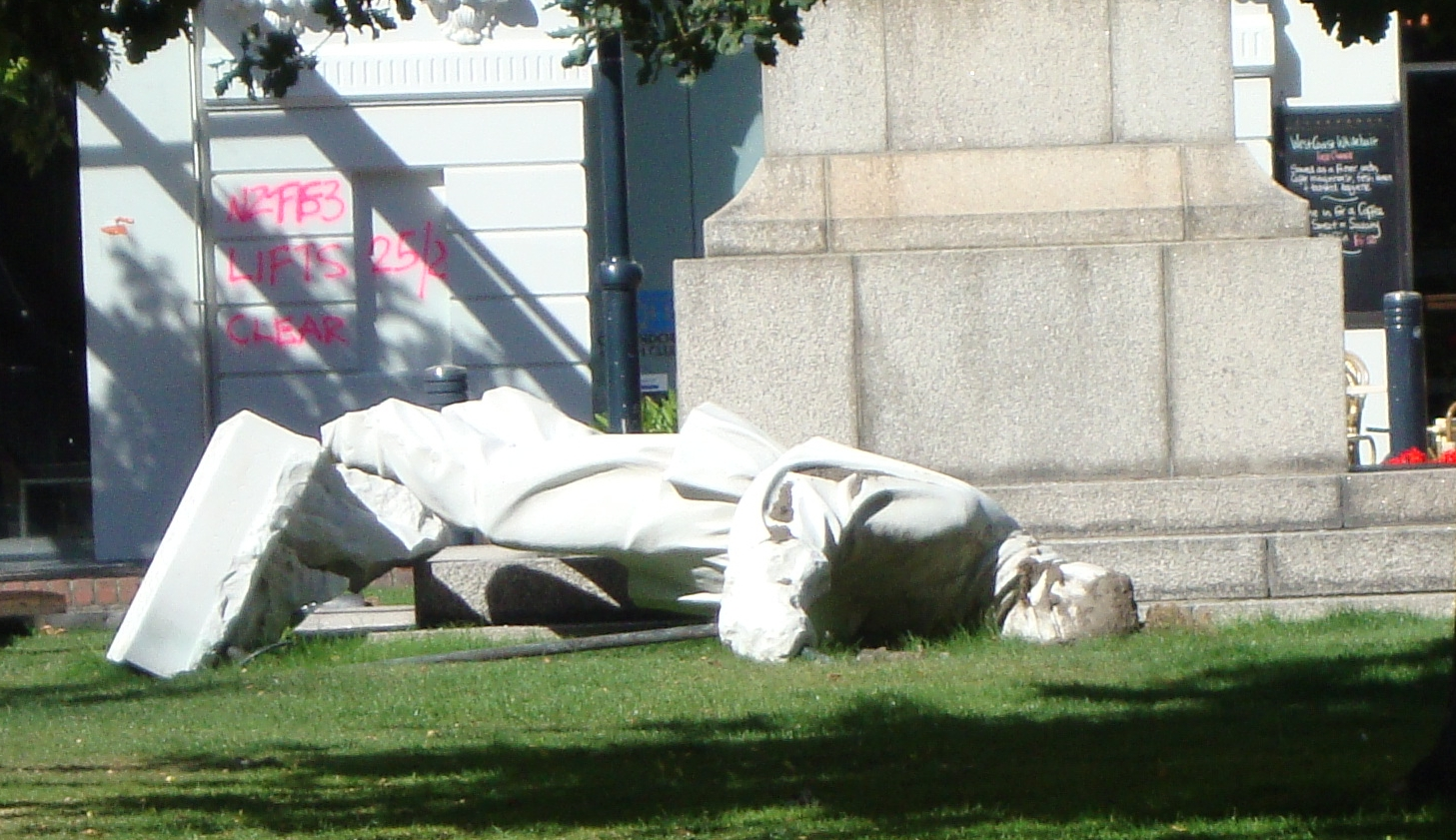
Упавшая статуя в феврале 2011 года

26 ноября 1981 года памятник был зарегистрирован реестре Фонда охраны исторических мест Новой Зеландии с присвоением категории II (объекты, имеющие историческую или культурную значимость или ценность) и регистрационного номера 1840. Статуя является одним из семи памятников, созданных Кетлин Скотт после смерти мужа. Он также символизирует связь Крайстчерча с исследованиями Антарктики: город, помимо того, что был отправной точкой экспедиций Шеклтона и Скотта в прошлом, является воротами в Антарктику в настоящее время, предоставляя Италии, Новой Зеландии и Соединенным Штатам Америки базы в международном аэропорту «Крайстчерч».
В феврале 2011 года во время Крайстчерчского землетрясения статуя упала с пьедестала. Она раскололась на две части и была отправлена на хранение. Её выставили во время фестиваля Icefest 2012, а затем, с января 2016 года, разместили на выставке в Музее Крайстчерчского землетрясения, который является частью Музея Кентербери на Сити-Молл. В октябре 2017 года памятник вернулся на положенное место.

### Комментарии
1. 1 2  На самом памятнике цитата имеет ссылку на дневник Роберта Скотта. В действительности это цитата из «Письма обществу» (англ. Message to the Public), которое было оставлено Скоттом вместе с дневником, но не являлось его частью.